# Station Boussy-Saint-Antoine
Station Boussy-Saint-Antoine is een spoorwegstation aan de spoorlijn Paris-Lyon - Marseille-Saint-Charles. Het ligt in de Franse gemeente Boussy-Saint-Antoine in het departement Essonne (Île-de-France).

## Geschiedenis
Het station is in juni 1969 geopend.

## Ligging
Het station ligt op kilometerpunt 23,958 van de spoorlijn Paris-Lyon - Marseille-Saint-Charles.

## Diensten
Het station wordt aangedaan door verschillende treinen van de RER D:
- Tussen Creil/Orry-la-Ville - Coye en Melun
- Tussen Paris Gare de Lyon en Melun

## Vorige en volgende stations
| Richting                         | Vorig station | Lijn  | Volgend station         | Richting |
| -------------------------------- | ------------- | ----- | ----------------------- | -------- |
| Creil D3 Orry-la-Ville - Coye D1 | Brunoy        | RER D | Combs-la-Ville - Quincy | Melun D2 |
| Paris Gare de Lyon               | Brunoy        | RER D | Combs-la-Ville - Quincy | Melun D2 |